# Diabrotica barberi
Diabrotica barberi es una especie de insecto coleóptero de la familia Chrysomelidae. Fue descrita por R. Smith & Lawrence, 1967. Se encuentra en Norteamérica.
Mide 4.8-5.6 mm. Se alimenta de Poaceae, Cucurbitaceae, Asteraceae y Fabaceae. Es una plaga del maíz.

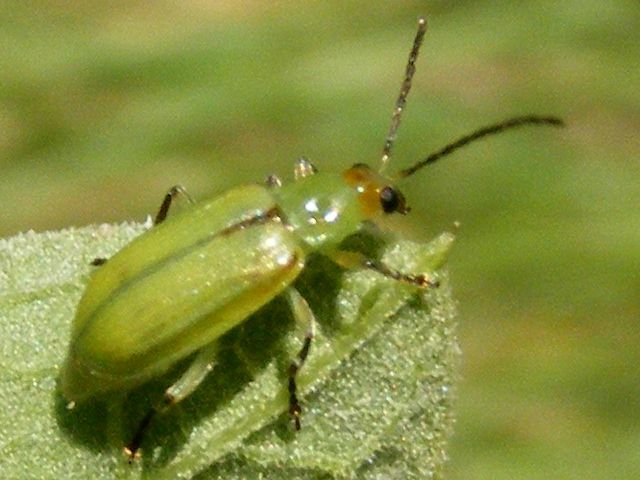
Diabrotica barberi